# Elise Aun

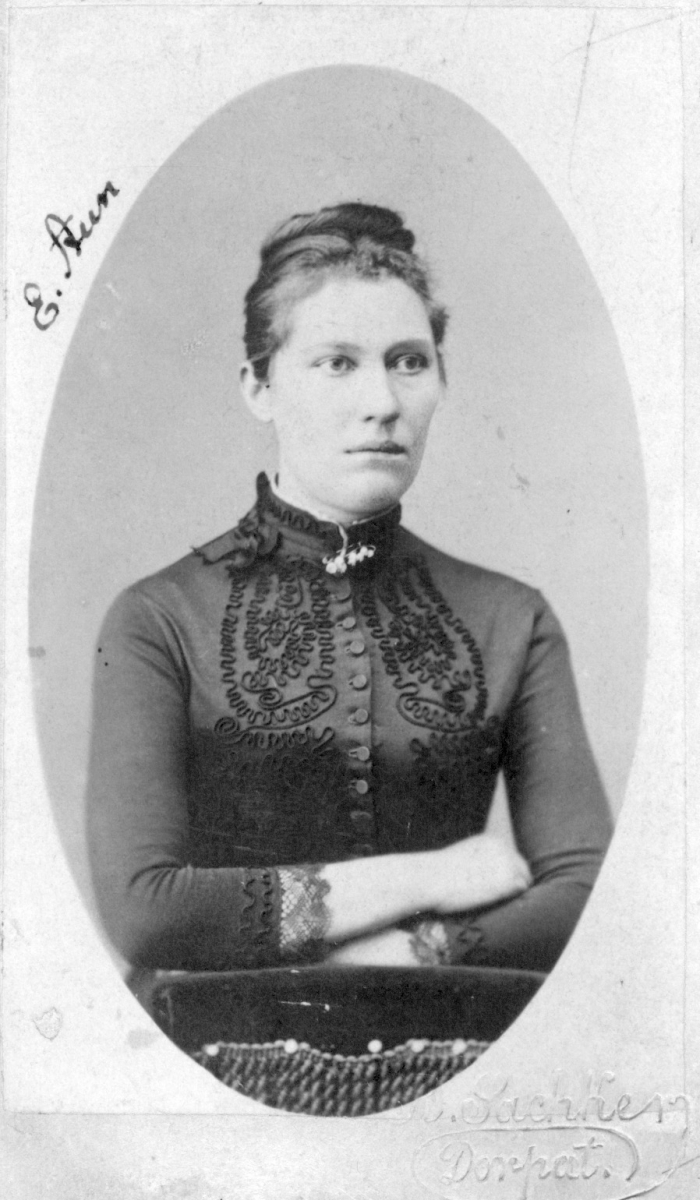
Elise Aun

Elise Rosalie Aun (seit 1903 mit bürgerlichem Namen Elise Raup; * 3.jul. / 15. Juni 1863greg. Valgjärve; † 2. Juni 1932 in Tallinn) war eine estnische Schriftstellerin.

## Leben
Elise Aun verbrachte ihre Kindheit in Setumaa, weitab von den damaligen Zentren der estnischen Kultur. 1890 begab sie sich auf Einladung von Lilli Suburg nach Viljandi, um dort in der Redaktion der ersten estnischen Frauenzeitschrift  Linda (1887–1905) mitzuarbeiten. Nach einem halben Jahr verließ sie die Redaktion aber wieder. Anschließend arbeitete sie in einem Krankenhaus in Riga, als Gouvernante in Kronstadt, in einem Buchladen in Pärnu und von 1898 bis 1900 abermals in der Redaktion von Linda, die inzwischen von Hendrik Prants und Anton Jürgenstein geführt wurde. Es folgte eine Ausbildung zur Gehörlosenlehrerin und später eine Anstellung als Kassiererin in einem Pärnuer Kleidergeschäft. 1902 arbeitete sie als Buchhändlerin in Tallinn. 1903 heiratete sie den Lehrer Friedrich Raup (1859–1942) und lebte mit ihrem Mann unter anderem eine Weile (1907–1908) in Simbirsk. Seit 1910 wohnte sie wieder in Tallinn.

## Werk
Seit 1885 erschienen Gedichte von Aun in verschiedenen Zeitungen, und nach ihrem Debüt von 1888 wurde sie schnell als Nachfolgerin von Lydia Koidula bezeichnet. Dazu trug auch bei, dass innerhalb von nur 13 Jahren (1888–1901) fünf Gedichtbände von ihr erschienen waren. Viele ihrer Gedichte sind gekennzeichnet von einer Sehnsucht nach Heimat und unterscheiden sich damit insofern von klassischer Vaterlandsdichtung, als Volk oder Nation kaum eine Rolle spielen. Auns Lyrik ist intimer und elegischer, fast düster und stellenweise pessimistisch. Dennoch wurde sie positiv aufgenommen und in Rezensionen gelobt. Das lag teilweise auch an der eigenständigen Linie, die sie verfolgte und wodurch sie nicht epigonal wirkte.
Außer Lyrik verfasste Aun auch einen Band mit Kurzgeschichten. Ferner war sie als Übersetzerin tätig. Aufgrund ihrer Herkunft und weil sie selbst dieses Pseudonym eine Zeitlang verwendete, erhielt Aun den Beinamen 'Das estnische Mädchen aus Setumaa' (Eesti neiu Setumaalt). In der estnischen Literaturgeschichte ist Auns Werk heute zwar mehr oder weniger vergessen, „aber es markiert gut den Übergang vom 19. zum 20. Jahrhundert.“

### Gedichtbände
- Kibuvitsa õied ('Die Blüten der Heckenrose', Tartu: Laakmann 1888)
- Laane linnuke ('Das Vögelchen des Urwalds', Tartu: K.A. Hermann 1889)
- Metsalilled ('Waldblumen', Tartu: K.A. Hermann 1890)
- Kibuvitsa õied II ('Die Blüten der Heckenrose II', Tartu: Laakmann 1895)
- Kibuvitsa õied III ('Die Blüten der Heckenrose III', Tartu: 1901)

### Prosa, Sachbücher und Übersetzungen
- Armastuse võit ('Der Sieg der Liebe', Pärnu: Dreimann 1896 – Übersetzungen)
- Viisakad kombed ('Anständige Sitten', Pärnu: Dreimann 1896 – Übersetzungen)
- Tosin jutukesi ('Ein Dutzend Geschichtchen', Jurjev: K. Sööt 1898)
- Kasuline Köögi ja Söögi raamat ('Nützliches Küchen- und Speisebuch', Weissenstein: 1900)

### Übersetzungen
Die relative Popularität der Dichterin am Ende des 19. Jahrhunderts wird auch daran deutlich, dass sogar einige ihrer Gedichte ins Deutsche übersetzt worden sind, so: Oh richte nicht! und Sagt es mir!, übersetzt von Carl Hermann, erschienen in der Düna-Zeitung Nr. 100 vom 5. Mai 1894.